# Wilhelm von Vercelli

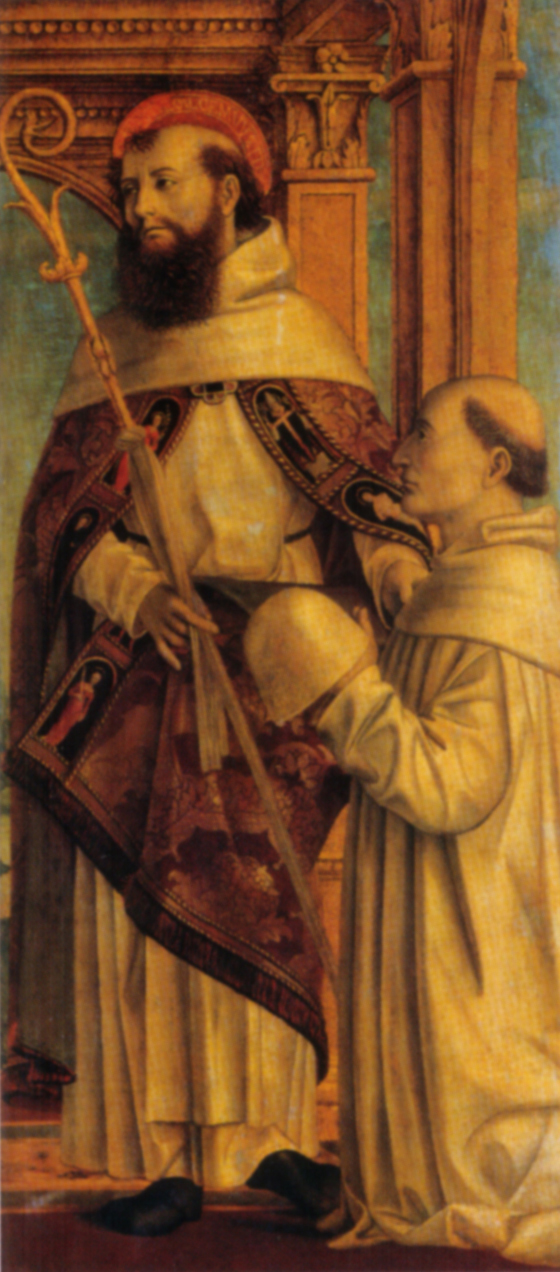
Wilhelm von Vercelli auf einem Gemälde von Bernardino Zenale, um 1490; Uffizien

Wilhelm von Vercelli, auch Wilhelm von Montevergine (* um 1085 in Vercelli; † 25. Juni 1142 in San Salvatore di Goleto) war ein Eremit und Ordensgründer. Sein Kult als Heiliger wurde 1785 bestätigt, seit 1807 befinden sich seine Gebeine in Montevergine. Er ist von Pius XII. zum Patron von Irpinia erklärt worden.
Nach der Rückkehr von einer Pilgerfahrt nach Santiago de Compostela plante Wilhelm, auch nach Jerusalem zu pilgern. In Süditalien wandte er sich jedoch dem eremitischen Leben zu und setzte die Pilgerfahrt nicht mehr fort. Beeinflusst hatte ihn dabei Johannes von Matera, Gründer der Benediktinerkongregation von Pulsano, mit dem er später einige Zeit auf dem Monte Laceno bei Bagnoli Irpino lebte. Vor 1125/1126 gründete Wilhelm auf dem Montevergine bei Avellino ein Hospiz, bei dem sich eine Gemeinschaft von Eremiten und Büßern entwickelte. Dazu gehörten Männer und Frauen, Laien und Priester, die nach den Regeln Wilhelms ihren Lebensunterhalt durch eigener Hände Arbeit erwarben, die Tagzeitengebete einhielten und Wohltätigkeit gegenüber Armen übten. Die Priester, die der Gemeinschaft angehörten, setzten mit dem Argument, ihre Aufgabe sei der Gottesdienst, die Errichtung einer Kirche auf dem Berg und die Beschaffung liturgischer Bücher und Paramente durch. Da Wilhelms asketischer Anspruch und die Vorstellungen der Priester andauernd zu Spannungen führten, verließ Wilhelm zwischen 1128 und 1129 Montevergine, zunächst begleitet von fünf Mitbrüdern, die jedoch dem strengen eremitischen Leben, das Wilhelm führen wollte, nicht gewachsen waren und sich wieder zurückzogen. Wilhelm führte sein Eremitenleben an verschiedenen Orten weiter. Zwischen 1133 und 1134 gründete er am Ofanto bei Sant’Angelo dei Lombardi das spätere San Salvatore al Goleto, ursprünglich als Doppelkloster konzipiert, aber dann doch vorwiegend von Nonnen besiedelt.
An den Folgen einer Krankheit starb Wilhelm in der Nacht des 24. Juni. Er wurde in Goleto beigesetzt, wo er bis zur Translation 1807 verblieb.
Hauptquelle für sein Leben ist die Legenda de vita et obitu sancti Guilielmi (Legende vom Leben und Sterben des heiligen Wilhelm), die wohl erst gegen Ende des 12. Jahrhunderts niedergeschrieben wurde und in einer Handschrift des 13. Jahrhunderts überliefert ist, die sich im Archiv von Montevergine befindet. Die Vita konstruiert eine Beziehung zu König Roger II. von Sizilien, die Historiographie des 17. Jahrhunderts machte daraus einen längeren Aufenthalt am Hof von Palermo. Die Diplome Rogers für Wilhelm und Montevergine sind genauso Fälschungen wie die Urkunden auf den Namen Wilhelms II.
Fiktiv ist auch der Einfluss Wilhelms auf die Errichtung von San Giovanni degli Eremiti durch Roger II. in Palermo, selbst wenn die Legenda einen Bezug herzustellen versucht, wobei sie immerhin einräumt, dass der Vorgang erst nach Wilhelms Tod stattfand.